# بروبوغة (مشرحات)
بروبوغة (بالفارسية: بربوگه) هي قرية تقع في إيران في قسم مشرحات الريفي. يقدر عدد سكانها بـ 90 نسمة بحسب إحصاء 2016.